# Пола Джин Маєрс-Поуп
Пола Джин Маєрс-Поуп (англ. Paula Jean Myers-Pope, 11 листопада 1934 — 9 червня 1995) — американська стрибунка у воду.
Призерка Олімпійських Ігор 1952, 1956, 1960 років.
Переможниця Панамериканських ігор 1959 року.